# コーヒーショップ (オランダ)

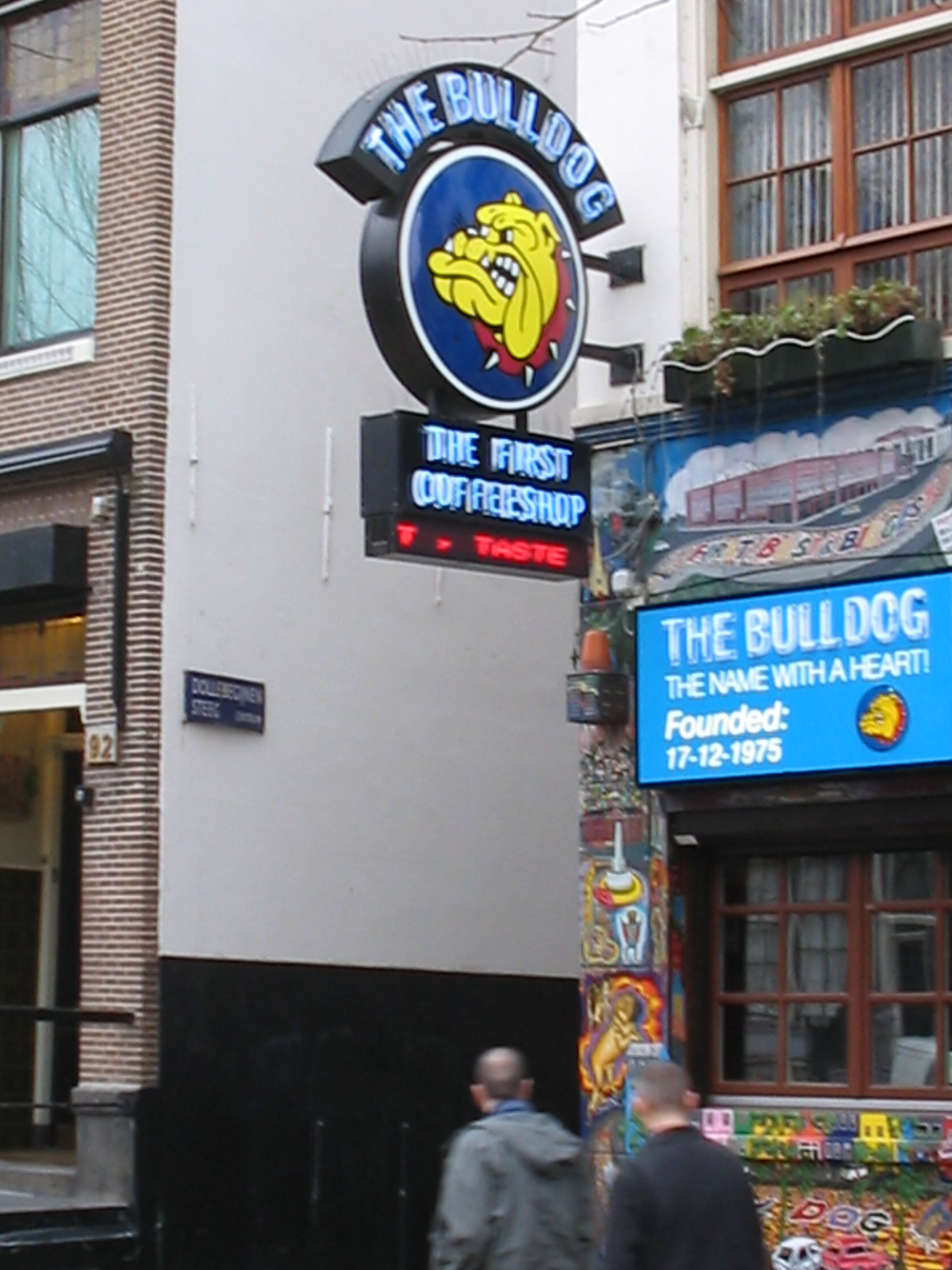
アムステルダムにあるコーヒーショップ。

オランダにおけるコーヒーショップ (Coffeeshop) とは、寛容政策(Gedoogbeleid)により、オランダアヘン法に従った一定の量の販売と所持が許可されているソフトドラッグの大麻を含む製品を、個人使用のために販売する小売店のことである。

## 名称
Coffeeshopという名称の由来だが、後述するオランダ初のコーヒーショップ、Mellow Yellowのオーナーによると、大麻が売られているという事を連想させる言葉だと思って仲間内で"Teahouse" と呼んでいたのだが、他の皆にはCoffeeshopとして知られていたからとされる。オランダ語の"Coffeeshop"は1つの単語であり、同じ読みで英語で喫茶店を指す"Coffee shop" は2つの単語である。オランダ語で喫茶店はコフィーハウス (Koffiehuis) と呼ばれ、大麻小売店と喫茶店が会話の中で混同される事はまず無い。

## 制度
オランダにおいては、大麻の販売は当局により容認されており、以下の規則に従っている限りは取締りは行われない。これらの規則を「AHOJ-G基準」と言う。
- A（geen affichering） - 宣伝を行わない。
- H（geen harddrugs） - ハードドラッグを販売しない。
- O（geen overlast） - 公衆に迷惑をかけない（騒ぎやたむろ、路上駐車違反などの迷惑行為を起こさない）。
- J（geen verkoop aan jeugdigen） - 未成年（18歳未満）への販売を行わない。
- G（geen verkoop van grote hoeveelheden） - 法定の分量上限（5g）を超える売買取引を行わない。

広告とアルコールを例外として、これらの規則は非常に厳格に管理・監視されている。これらを違反すると事業者は3か月間の業務停止処分を受ける可能性があり、その他の理由により廃業処分を受ける可能性がある。また、コーヒーショップは500gを超える在庫を持つことができない。また、大麻の「販売」は許可されているが、店内での使用が決まりであるため、「購入」は許可されていない。この矛盾は現在も継続しており、2010年1月現在、これを改善するための法が提議されている。
コーヒーショップの営業許可証は地方自治体によって与えられている。すなわち各自治体はコーヒーショップ政策をそれぞれで公布し、店舗を閉鎖させる権限を有している。この為コーヒーショップを許可しないいわゆる「ゼロ政策」を取っている自治体もある。それらの自治体の大部分は、「厳格なプロテスタント系政党が議会の多数を占めている」か、「ベルギーやドイツの国境に隣接している自治体で、それらの国からのドラッグツーリストを望んでいない」かのどちらかである。例として南部のベルヘン・オプ・ゾームとローゼンダールは2009年9月までに市内のコーヒーショップをすべて閉鎖したが、これはベルギーやフランス等からのドラッグツーリストをこれ以上寄せ付けないためである。
大麻の個人的所持に関しては、30グラムまでなら罰せられない。それ以上所持していると売人だとみなされる。1つのコーヒーショップで1回に買えるのは5グラムまでである。

## 内外観
外壁や窓にネオンサインやラスタカラーの旗など、一見してコーヒーショップとわかる店もあれば、看板がなければわからないような普通の外観の店もある。大抵前者は繁華街に、後者は住宅街にある。両者に共通するのはドアが開いたときに外に漏れてくる大麻の煙の匂いである。前述の規則を違反すると、罰金及び一時的又は恒久的な閉鎖もあるので、店の入り口には用心棒がいる事が多い。身分証明書（オランダ国民は法律で携帯が義務付けられている）の提示を求められ、所持しないものは入店を許可されないこともある。
基本的に以下の製品がカウンター越しに売られる。
- マリファナ（乾燥大麻）とハシシ（大麻樹脂） - グラム単位で売る店と、10ユーロ分等に小分けされたプラスチックの袋単位で売る店がある。
- ジョイント - タバコと大麻を混ぜて巻いた物。
- スペースケーキ、クッキー、マフィン - 単にウィード、ハッシュケーキ等とも言われる。大麻を使って作ったお菓子。調理方法や使用する大麻の量と質によって効き目が変わり、体内で消化するのに時間がかかるので吸引した場合に比べて効果が格段に長い。適量の判断が難しい為、上級者向けのメニューである。
- 色々な種類の巻紙やパイプ等の喫煙具

大麻製品を購入後、店内で摂取できる。飲み物やお菓子、簡単なスナック、店によっては豊富な食べ物メニューがある。チェスセットやボードゲームを借りて遊んだり、店に置いてある雑誌を読んだりしてゆっくり過ごす人も多い。
2008年7月1日に施行された禁煙法のために、店内でタバコやジョイントを吸うことを禁止している店もあるが、法がコーヒーショップの存在意義と相反するものであるため、販売を継続している店もある。また、売り場カウンターと喫煙ルームを改装して分けた店もある。

## 歴史
最初のコーヒーショップ 「メローイエロー」は1972年、アムステルダムに開店した。このコーヒーショップは当初仲間内による販売のみを行っていたため、小売店と言えるかどうかは議論の余地があるものの、最初に登場したコーヒーショップと言われている。当時、オランダアヘン法（Opiumwet）のもとで大麻は規制物質であり、売買には刑罰が科されたが、警察による取り締まりは行われなかった。1975年には「ブルドッグ」が2番目のコーヒーショップとしてアムステルダムに開店。1976年にはオランダアヘン法の改正により、ソフトドラッグとハードドラッグの区分が行われ、コーヒーショップによる大麻の売買は制限付きで非刑罰化された。また、1979年には、コーヒーショップを規定するガイドラインが制定され、AHOJ-G基準が策定された。これにより、コーヒーショップの店舗数はますます増加していった。
1999年、アヘン法が改正され、「ダモクレス法（Wet Damocles）」が条項に加えられた。これ以前は、地方自治体の長にはコーヒーショップを閉鎖する権限がなく、コーヒーショップの閉鎖を望む場合はAHOJ-G基準からの逸脱を司法に訴えるという方法しかなかった。しかし、ダモクレス法により、地方自治体の長に、基準からの逸脱がなくともコーヒーショップを閉鎖させることができる権限が与えられた。
1997年にコーヒーショップは国内に1179店舗あったが、1998年から店舗数は減少に転じ、2005年までには729店舗に減少している。これは、保守連合政権からの圧力に起因している。また、多くの自治体による「ゼロ成長」政策は、コーヒーショップの新設許可に影響を及ぼしている。この政策は、コーヒーショップの新設を不認可とすることにより、徐々にコーヒーショップの数を減らしている。2007年にはオランダ全土の443の自治体の内106の自治体に、計702軒のコーヒーショップが存在した。これは地方自治体全体の24%である。。

## その他
- 旅行客が、特に帰国直前にコーヒーショップの詳細を知らずに入店（名前の通り喫茶店としても営業しているため、余計勘違いしやすいと思われる）、服などに大麻の匂いが染み付いたまま帰国し、空港において麻薬探知犬が匂いに反応して取締官に麻薬の使用や所持を疑われる、などというトラブルが発生することもあるため、ガイドブック等では安易に入店しないよう注意書きしているものも多い（そもそも、店側もトラブル防止のため、外国人の入店を断っている所が多い）。